# Château de Verchères
Le château de Verchères est un édifice situé à Grazac, en France.

## Localisation
Le château est situé sur le territoire de la commune de Grazac, dans le département  de la Haute-Loire, en région Auvergne-Rhône-Alpes.

## Description
Le château présente un corps de logis carré, flanqué sur l'angle sud-ouest par une tour d'escalier circulaire aux trois-quarts hors-œuvre. Quelques rares percements sont situés, pour l'essentiel, sur la façade sud, avec porte à tympan frappé d'un blason, fenêtres à chambranles délardés, à traverse de pierre ou croisillon de bois. Le flanquement vertical de la porte d'entrée est assuré par une bretèche en surplomb sur corbeaux, dans l'angle formé par la tour d'escalier et le mur du corps de logis. Elle offre la particularité d'avoir une face convexe, épousant le tracé de la tour à laquelle elle est adossée. Une salle du premier étage, à plafond à solives, conserve une cheminée monumentale de pierre à manteau et pieds-droits moulurés sur bases prismatiques.

## Historique
Le château est mentionné en 1591. Il est vendu en 1770, puis en 1821 aux Demoiselles de l'Instruction qui y installèrent une école avec classes et dortoirs. Jusqu'en 1904, l'édifice fut appelé "château des Dames". Après cette date, il fut utilisé comme école de jeunes filles jusqu'en 1929, puis transformé en salle paroissiale. À partir de 1935, les colonies de vacances de différentes paroisses l'utilisèrent périodiquement jusqu'en 1962.
Cette ancienne maison forte est typique d'une lignée de constructions remontant, pour la plupart, aux guerres de Religion.
Le château est inscrit partiellement au titre des monuments historiques par arrêté du 21 août 1989.

## Protection
Éléments protégés : les façades et toitures ; salle du premier étage avec sa cheminée monumentale.